# Liste der Monuments historiques in Château-Voué
Die Liste der Monuments historiques in Château-Voué führt die Monuments historiques in der französischen Gemeinde Château-Voué auf.

## Liste der Bauwerke
| Bezeichnung | Beschreibung          | Standort                | Kennzeichnung | Schutzstatus | Datum | Bild |
| ----------- | --------------------- | ----------------------- | ------------- | ------------ | ----- | ---- |
| Festes Haus | Ruine eines Rundturms | Place du Château (Lage) | PA00107046    | Inscrit      | 1991  |      |

## Liste der Objekte
| Bezeichnung             | Beschreibung | Standort                       | Kennzeichnung | Schutzstatus | Datum | Bild |
| ----------------------- | --- | ------------------------------ | ------------- | ------------ | ----- | ---- |
| Hauptaltar              | Altartisch und -aufbau mit Tabernakel, Altarkreuz und vier Leuchtern; Holz, farbig gefasst, und Kupfer, vergoldet, 18. Jahrhundert | in der Kirche St-Martin (Lage) | PM57000043    | Classé       | 1988  |      |
| Beichtstuhl             | Eichenholz, 18. Jahrhundert | in der Kirche St-Martin (Lage) | PM57000777    | Inscrit      | 1986  |      |
| Büste eines Bischofs    | Eichenholz, 18. Jahrhundert | in der Kirche St-Martin (Lage) | PM57000780    | Inscrit      | 1986  |      |
| Taufbecken              | Holz, 18. Jahrhundert | in der Kirche St-Martin (Lage) | PM57000778    | Inscrit      | 1986  |      |
| Kanzel                  | Eichenholz, 18. Jahrhundert | in der Kirche St-Martin (Lage) | PM57000779    | Inscrit      | 1986  |      |
| Zwei Weihwasserbecken   | Marmor, 18. Jahrhundert | in der Kirche St-Martin (Lage) | PM57000044    | Classé       | 1988  |      |
| Gemälde Heiliger Martin | Ölfarbe auf Leinwand, vergoldeter Holzrahmen, 18. Jahrhundert                                                                      | in der Kirche St-Martin (Lage) | PM57000467    | Classé       | 1994  |      |
| Marienaltar             | linker Seitenaltar; Altartisch und Retabel; Holz, farbig gefasst und vergoldet, 18. Jahrhundert                                    | in der Kirche St-Martin (Lage) | PM57000045    | Classé       | 1988  |      |
| Lambertussaltar         | rechter Seitenaltar; Altartisch, Retabel und Skulptur; Holz, farbig gefasst und vergoldet, 18. Jahrhundert                         | in der Kirche St-Martin (Lage) | PM57000046    | Classé       | 1988  |      |